# Ferdinand Marcos
Ferdinand Emmanuel Edralin Marcos Sr., filipinski politik, * 11. september 1917, Sarrat, Ilocos Norte, Filipini, † 28. september 1989, Havaji.
Marcos je bil predsednik Filipinov med letoma 1967 in 1986. Njegova doba je temeljila na korupciji. Gverilsko dejavnost je izrabljal kot izgovor za vse hujšo diktaturo. Ko je 1986 poskušal ponarediti rezultate predsedniških volitev, ga je ljudska vstaja vrgla z oblasti, predsedniško mesto pa je zasedla Corazon Aquino, vdova vodilnega opozicijskega voditelja, ki so ga umorili, domnevno na Marcosov ukaz.